# Oedalea oriunda
Oedalea oriunda är en tvåvingeart som beskrevs av Collin 1961. Oedalea oriunda ingår i släktet Oedalea och familjen puckeldansflugor. Arten har ej påträffats i Sverige. Inga underarter finns listade i Catalogue of Life.